# 10465 Olkin
A 10465 Olkin (ideiglenes jelöléssel (10465) 1980 WE5) a Naprendszer kisbolygóövében található aszteroida. Schelte J. Bus fedezte fel 1980. november 29-én.

## Kapcsolódó szócikk
- Kisbolygók listája (10001–10500)